# Gasoline 91 Octane

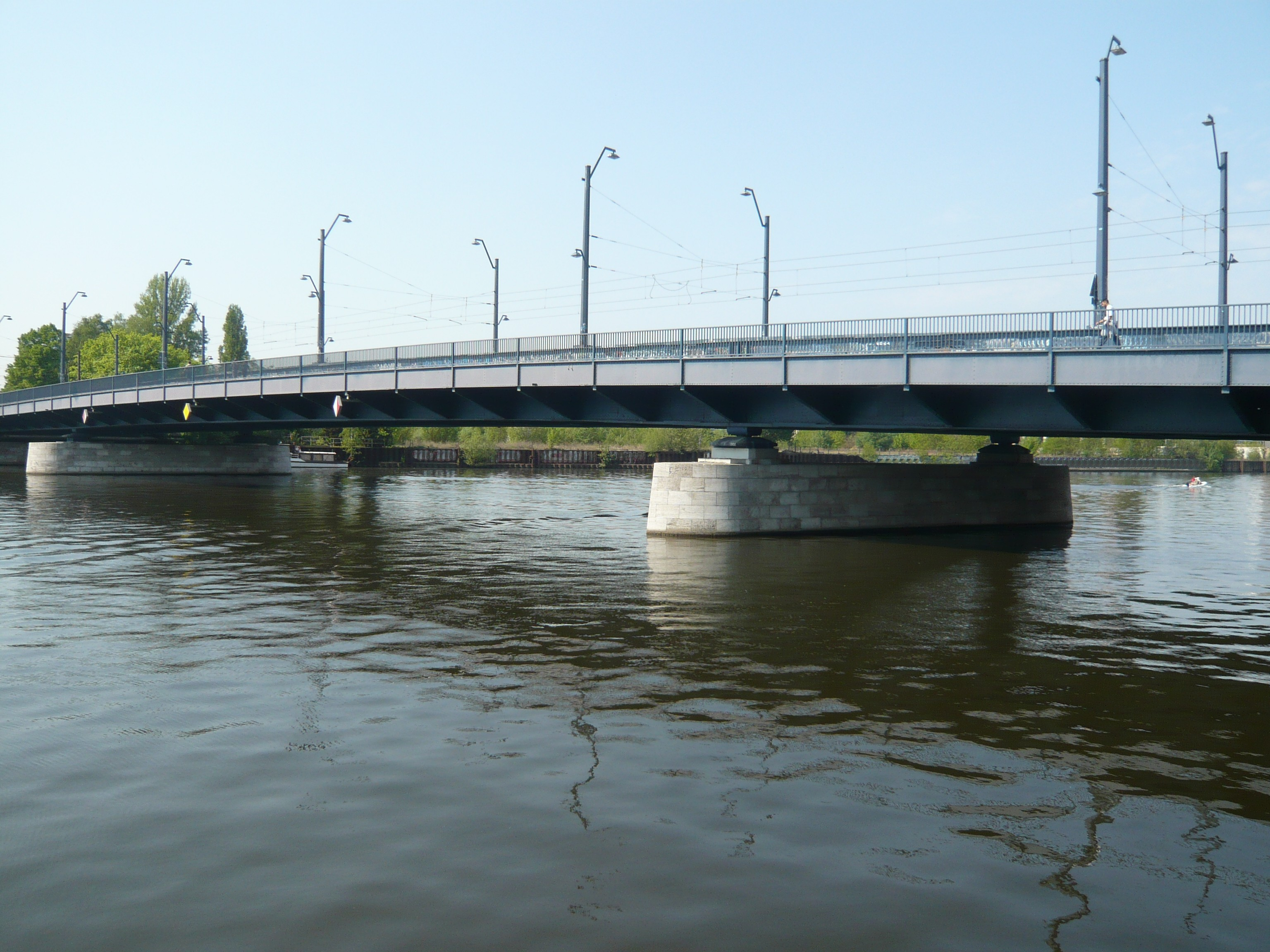
Treskowbrug in 2009, waarnaar het vierde nummer is vernoemd.

Gasoline 91 Octane is een studioalbum van Wolfram Spyra, uitgebracht onder de artiestennaam Spyra. Het album kwam in zijn geheel (compositie, arrangement, opname en mix) tot stand in 2007 en werd uitgebracht door Manikin Records, gespecialiseerd in elektronische muziek. De stijl varieert van muziek uit de Berlijnse School voor elektronische muziek, tot techno en ambient.

## Musici
- Wolfgang Spyra – synthesizers, elektronica

## Muziek
| Nr. | Titel                       | Duur  |
| --- | --------------------------- | ----- |
| 1.  | Shirogane                   | 9:32  |
| 2.  | Rantum random               | 10:26 |
| 3.  | Operation PPG               | 16:30 |
| 4.  | Treskow Bridge              | 7:10  |
| 5.  | Below 20                    | 19:09 |
| 6.  | Future of the past elektrik | 3:50  |